# حمزة حجي
حمزة حجي  (6 فبراير 1986 المغرب) هو لاعب كرة قدم مغربي يلعب كمدافع.

## روابط خارجية
- حمزة حجي على موقع قاعدة بيانات كرة القدم.إي يو (الإنجليزية)